# Pieve Fosciana
Pieve Fosciana là một đô thị ở tỉnh Lucca trong vùng Toscana, có cự ly khoảng 80 km về phía tây bắc của Florence và khoảng 30 km về phía bắc của Lucca. Tại thời điểm ngày 31 tháng 12 năm 2004, đô thị này có dân số 2.359 người và diện tích là 28,8 km².
Pieve Fosciana giáp các đô thị: Camporgiano, Castelnuovo di Garfagnana, Castiglione di Garfagnana, Fosciandora, Pievepelago, San Romano in Garfagnana, Villa Collemandina.